# اکاترینا کالینچوک
اکاترینا ایلایرونوفنا کالینچوک (به روسی: Екатерина Илларионовна Калинчук (Дёмина-)) (زادهٔ ۲ دسامبر ۱۹۲۲ - درگذشته ۱۳ ژوئیهٔ ۱۹۹۷) ژیمناست اهل اتحاد شوروی بود.